# Acqua di Seltz

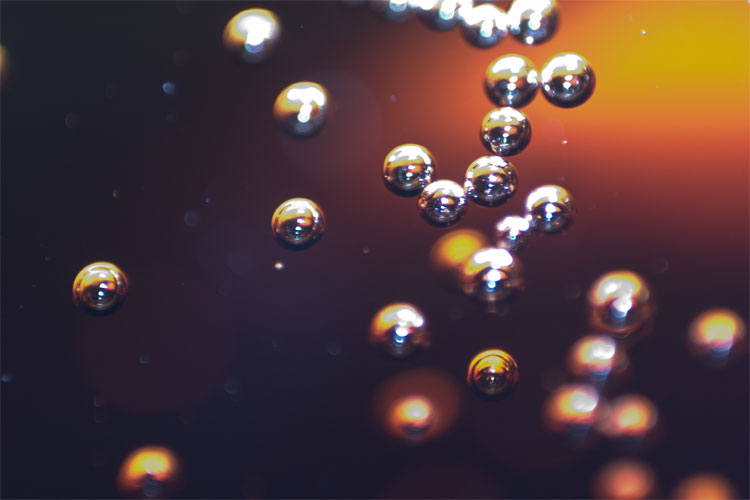
Bollicine dell'acqua di seltz.

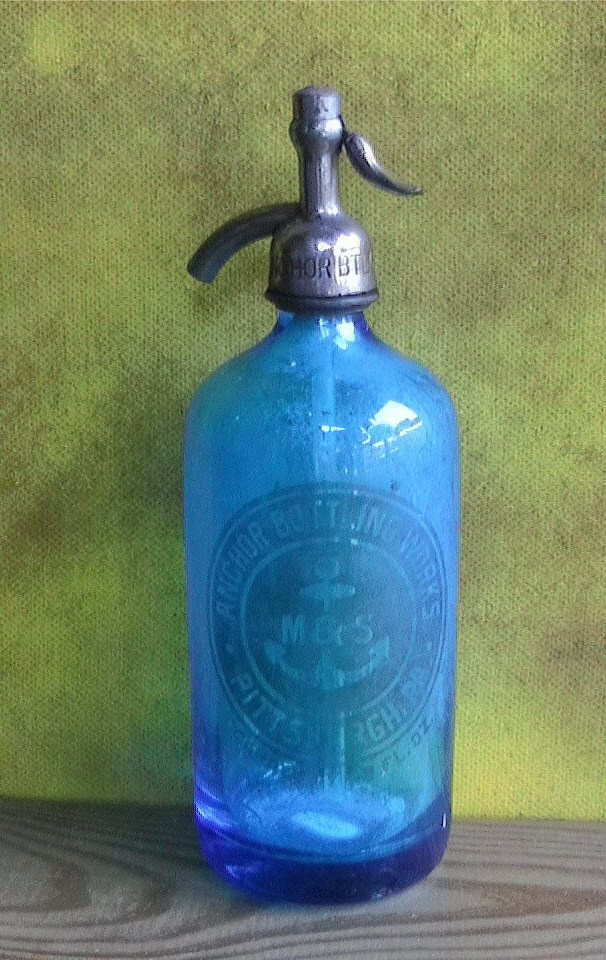
Sifone per acqua di seltz, anni '20 del XX secolo.

Acqua di Seltz, o anche semplicemente seltz, è una denominazione corrente in Italia per designare l'acqua fortemente gassata, ottenuta immettendo in un sifone ermetico il gas (anidride carbonica) sotto pressione di apposite bombolette.

## Utilizzo
In pratica, il seltz è acqua gassata molto frizzante, cioè con elevata concentrazione di anidride carbonica disciolta. Mentre come bevanda gassata si tende a preferire le acque minerali gassate industriali, il seltz viene di solito impiegato per la preparazione di cocktail. L'acqua di Seltz può contenere aromi, cloruro di sodio, citrato di sodio, bicarbonato di sodio, bicarbonato di potassio, solfato di potassio o fosfato disodico.

## Etimologia
Il nome deriva da quello di Selters, una località tedesca sita sulle montagne Taunus, da cui proviene un'acqua minerale ricca di anidride carbonica. In tedesco, infatti, quest'acqua viene denominata Selterswasser ("acqua di Selters"). In inglese è chiamata seltzer.

## Acqua di soda
Nelle categorie delle bevande analcoliche descritte nell'ambito della mescita (bar, ristoranti, ecc.) bisogna distinguere l'acqua di Seltz dall'acqua di soda, detta anche soda o soda water. Di solito per acqua di soda si intende una bevanda venduta in bottiglia, composta da acqua e anidride carbonica, usata come digestivo oppure per diluire altre bevande (es. whisky e soda), dal sapore leggermente alcalino. L'acqua di Seltz viene invece preparata al momento, aggiungendo in un sifone portatile o da banco dell'anidride carbonica compressa all'acqua di fonte (preferibilmente senza cloro). L'utilizzo delle due acque è praticamente lo stesso, in particolare per allungare distillati, aperitivi, long drink, ecc.